# Alina Astafei
Alina Astafei (ur. 7 czerwca 1969 w Bukareszcie) – pochodząca z Rumunii lekkoatletka specjalizująca się w skoku wzwyż, która od 1995 roku startowała w barwach Niemiec.
Trzykrotnie uczestniczyła w igrzyskach olimpijskich: Seul 1988, Barcelona 1992 oraz Atlanta 1996. Podczas swojego drugiego olimpijskiego występu wywalczyła srebrny medal. Medalistka mistrzostw świata (także w kategorii juniorów) oraz mistrzostw Starego Kontynentu. W roku 1995 zdobyła złoty medal halowych mistrzostw świata. Cztery razy stawała na podium halowych mistrzostw Europy. Mistrzyni uniwersjady, która w 1989 odbyła się w Duisburgu. Sześciokrotna rekordzistka Rumunii w skoku wzwyż w latach 1988 - 1993. Rekordy życiowe: stadion: 2,01 (3 lipca 1995, Paryż oraz 27 maja 1995, Wörrstadt); hala: 2,04 (3 marca 1995, Berlin).
W 1995 roku przyjęła obywatelstwo niemieckie i od 1 marca tegoż roku zaczęła startować w barwach Niemiec.

## Osiągnięcia
| Rok  | Impreza                     | Miejsce           | Lokata      | Wynik |         |
| ---- | --------------------------- | ----------------- | ----------- | ----- | ------- |
| 1986 | Mistrzostwa świata juniorów | Ateny             | 2. miejsce  | 1,90  |         |
| 1987 | Mistrzostwa Europy juniorów | Birmingham        | 1. miejsce  | 1,88  |         |
| 1987 | Mistrzostwa świata          | Rzym              | eliminacje  | 1,88  |         |
| 1988 | Mistrzostwa świata juniorów | Sudbury           | 1. miejsce  | 2,00  |         |
| 1988 | Igrzyska olimpijskie        | Seul              | 5. miejsce  | 1,88  |         |
| 1989 | Halowe mistrzostwa świata   | Budapeszt         | 10. miejsce | 1,91  |         |
| 1989 | Halowe mistrzostwa Europy   | Haga              | 1. miejsce  | 1,96  |         |
| 1989 | Uniwersjada                 | Duisburg          | 1. miejsce  | 1,91  |         |
| 1989 | Puchar świata               | Barcelona         | 3. miejsce  | 1,94  |         |
| 1989 | Finał A pucharu Europy      | Gateshead         | 1. miejsce  | 2,00  |         |
| 1990 | Halowe mistrzostwa Europy   | Glasgow           | 3. miejsce  | 1,94  | Rumunia |
| 1992 | Igrzyska olimpijskie        | Barcelona         | 2. miejsce  | 2,00  | Rumunia |
| 1992 | Puchar świata               | Hawana            | 2. miejsce  | 1,91  |         |
| 1993 | Halowe mistrzostwa świata   | Toronto           | 4. miejsce  | 1,97  | Rumunia |
| 1993 | Superliga pucharu Europy    | Rzym              | 1. miejsce  | 2,00  | Rumunia |
| 1993 | Mistrzostwa świata          | Stuttgart         | 4. miejsce  | 1,94  | Rumunia |
| 1993 | Finał Grand Prix IAAF       | Londyn            | 2. miejsce  | 1,91  | Rumunia |
| 1995 | Halowe mistrzostwa świata   | Barcelona         | 1. miejsce  | 2,01  | Niemcy  |
| 1995 | Superliga pucharu Europy    | Villeneuve-d’Ascq | 1. miejsce  | 2,00  | Niemcy  |
| 1995 | Mistrzostwa świata          | Göteborg          | 2. miejsce  | 1,99  | Niemcy  |
| 1995 | Finał Grand Prix IAAF       | Monako            | 5. miejsce  | 1,90  | Niemcy  |
| 1996 | Halowe mistrzostwa Europy   | Sztokholm         | 1. miejsce  | 1,98  | Niemcy  |
| 1996 | Igrzyska olimpijskie        | Atlanta           | 5. miejsce  | 1,96  | Niemcy  |
| 1996 | Superliga pucharu Europy    | Madryt            | 1. miejsce  | 1,98  | Niemcy  |
| 1997 | Halowe mistrzostwa świata   | Paryż             | 4. miejsce  | 1,95  | Niemcy  |
| 1997 | Mistrzostwa świata          | Ateny             | 7. miejsce  | 1,93  | Niemcy  |
| 1997 | Finał Grand Prix IAAF       | Fukuoka           | 5. miejsce  | 1,93  | Niemcy  |
| 1998 | Halowe mistrzostwa Europy   | Walencja          | 2. miejsce  | 1,94  | Niemcy  |
| 1998 | Superliga pucharu Europy    | Petersburg        | 2. miejsce  | 1,94  | Niemcy  |
| 1998 | Mistrzostwa Europy          | Budapeszt         | 3. miejsce  | 1,95  | Niemcy  |
| 1998 | Puchar świata               | Johannesburg      | 6. miejsce  | 1,90  | Niemcy  |
| 2001 | Superliga pucharu Europy    | Brema             | 1. miejsce  | 1,89  | Niemcy  |